# هرمان ليفينسون
هرمان ليفينسون (بالألمانية: Hermann Levinson)‏ هو أستاذ جامعي وعالم حيوانات ألماني، ولد في 11 يناير 1924 في كلينغنتال في ألمانيا، وتوفي في 1 نوفمبر 2013.